# Challenger de Toulouse 2022
El torneo Internationaux de Tennis de Toulouse 2022 fue un torneo de tenis perteneció al ATP Challenger Tour 2022 en la categoría Challenger 80. Se trató de la 1ª edición; el torneo tuvo lugar en la ciudad de Toulouse (Francia), desde el 29 de agosto hasta el 4 de septiembre de 2022 sobre pista de tierra batida al aire libre.

## Jugadores participantes del cuadro de individuales
| Favorito | País                 | Jugador             | Rank1 | Posición en el torneo |
| -------- | -------------------- | ------------------- | ----- | --------------------- |
| 1        | Bandera de España    | Carlos Taberner     | 118   | Segunda ronda         |
| 2        | Bandera de Suecia    | Elias Ymer          | 135   | Segunda ronda         |
| 3        | Bandera de Francia   | Alexandre Müller    | 144   | Primera ronda         |
| 4        | Bandera de Italia    | Gianluca Mager      | 165   | Segunda ronda         |
| 5        | Bandera de Argentina | Marco Trungelliti   | 180   | Cuartos de final      |
| 6        | Bandera de Argentina | Facundo Díaz Acosta | 228   | Primera ronda         |
| 7        | Bandera de Hungría   | Fábián Marozsán     | 239   | Primera ronda         |
| 8        | Bandera de España    | Pol Martín Tiffon   | 242   | Primera ronda         |

- 1 Se ha tomado en cuenta el ranking del 22 de agosto de 2022.

### Otros participantes
Los siguientes jugadores recibieron una invitación (wild card), por lo tanto ingresan directamente al cuadro principal (WC):
- Titouan Droguet
- Mathys Erhard
- Arthur Reymond

Los siguientes jugadores ingresan al cuadro principal tras disputar el cuadro clasificatorio (Q):
- Ugo Blanchet
- Jurgen Briand
- Andrey Chepelev
- Kimmer Coppejans
- Karol Drzewiecki
- Arthur Fils

## Campeones

### Individual Masculino
- Kimmer Coppejans derrotó en la final a  Maxime Janvier, 6–7(8), 6–4, 6–3

### Dobles Masculino
- Maxime Janvier /  Malek Jaziri derrotaron en la final a  Théo Arribagé /  Titouan Droguet, 6–3, 7–6(5).